# Liste der Monuments historiques in Louvigny (Moselle)
Die Liste der Monuments historiques in Louvigny führt die Monuments historiques in der französischen Gemeinde Louvigny auf.

## Liste der Bauwerke
| Bezeichnung         | Beschreibung                                | Standort                    | Kennzeichnung | Schutzstatus | Datum | Bild           |
| ------------------- | ------------------------------------------- | --------------------------- | ------------- | ------------ | ----- | -------------- |
| Château de Louvigny | Ruine einer Niederungsburg, 13. Jahrhundert | Rue du Vieux Château (Lage) | PA00132767    | Inscrit      | 1994  | weitere Bilder |